# Farmacopea de los Estados Unidos Mexicanos
Farmacopea de los Estados Unidos Mexicanos (FEUM) es un documento oficial en México, expedido por la Secretaría de Salud, que establece los métodos de análisis y las especificaciones de calidad para asegurar la identidad, pureza y calidad de los medicamentos y productos biológicos, así como de sus materias primas (fármacos y aditivos).
La FEUM y comprende los nombres, procedimientos de preparación, métodos de análisis y especificaciones para la identificación, preparación o análisis de sustancias y productos homeopáticos.

## Historia
Los antecedentes de la Farmacopea Mexicana se remotan a la época colonial. Se tiene conocimientos que en Tenochtitlán existía una estructura de salud que incluía a los tlama (médicos), a los texoxolatitl (cirujanos), a los tesor (sangradores), y en el aspecto farmacéutico, a los papini o recolectores y seleccionadores, así como a los panamacani o preparadores de medicamentos, y a boticarios llamados panamacoyan. 
En 1552, Martín de la Cruz escribió en náhuatl sobre las hierbas medicinales: Libellus de medicinalibus indorum herbis, escrito y traducido al latín y en donde se reúne a los principales medicamentos utilizados por los indígenas, incluyendo la preparación, indicaciones y usos.
En 1821, se publicó el Formulario Magistral y Memorial Farmacéutico de Garssicourt, que era considerado el antecedente directo de una farmacopea nacional. Mientras que la primera Farmacopea Mexicana se publicó en 1846 por la Academia Farmacéutica de la capital de la República Mexicana.
En 1874 se anunció la Nueva Farmacopea Mexicana, a cargo de la reciente Sociedad Farmacéutica Mexicana, que en 1884 anunció la segunda edición. El Supremo Gobierno, presentó oficialmente la tercera edición para el Distrito Federal, Tepic y Baja California en 1896. Su cuarta edición se publicó en 1904 y su uso se generalizó en más estados.
El 28 de noviembre de 1928, Plutarco Elías Calles decretó como obligación del estado mexicano, salvaguardar la salud pública. Finalmente, en 1930 se publicó la última versión.
En 1952, durante el periodo presidencial de Miguel Alemán Valdés, se publicó la segunda edición de la Farmacopea Nacional de los Estados Unidos Mexicanos por el Departamento de Control de Medicamentos de la Secretaría de Salubridad y Asistencia. Dos ediciones posteriores, la tercera se publicó en 1962 y la cuarta en 1974.

### Nueva era de la Farmacopea Mexicana
En julio de 1984 entró en vigor la Ley General de Salud y en ellá se dieron a conocer las condiciones para la integración de una figura fundamental en el desarrollo de la farmacopea mexicana moderna. El 26 de septiembre del mismo año, Guillermo Soberón Acevedo creó la Comisión Permanente de la Farmacopea de los Estados Unidos Mexicanos (CPFEUM) que dio inicio a la historia contemporánea de la Farmacopea de los Estados Unidos Mexicanos.
En 1988 aparece la quinta edición de la Farmacopea de los Estados Unidos Mexicanos (FEUM) y en 1994 apareció la sexta edición.
En el 2000 se publicó la séptima edición. Posteriormente en 2004 se publica la octava edición y en el 2006 se publicó por primera vez el Suplemento para dispositivos médicos, con esta publicación se posiciona como una de las Farmacopeas más completas a nivel mundial, abarcando controles de calidad para los medicamentos alopáticos, homeopáticos, herbolarios, dispositivos médicos y controles de calidad para los establecimientos como son las farmacias.